# 탬피니스역

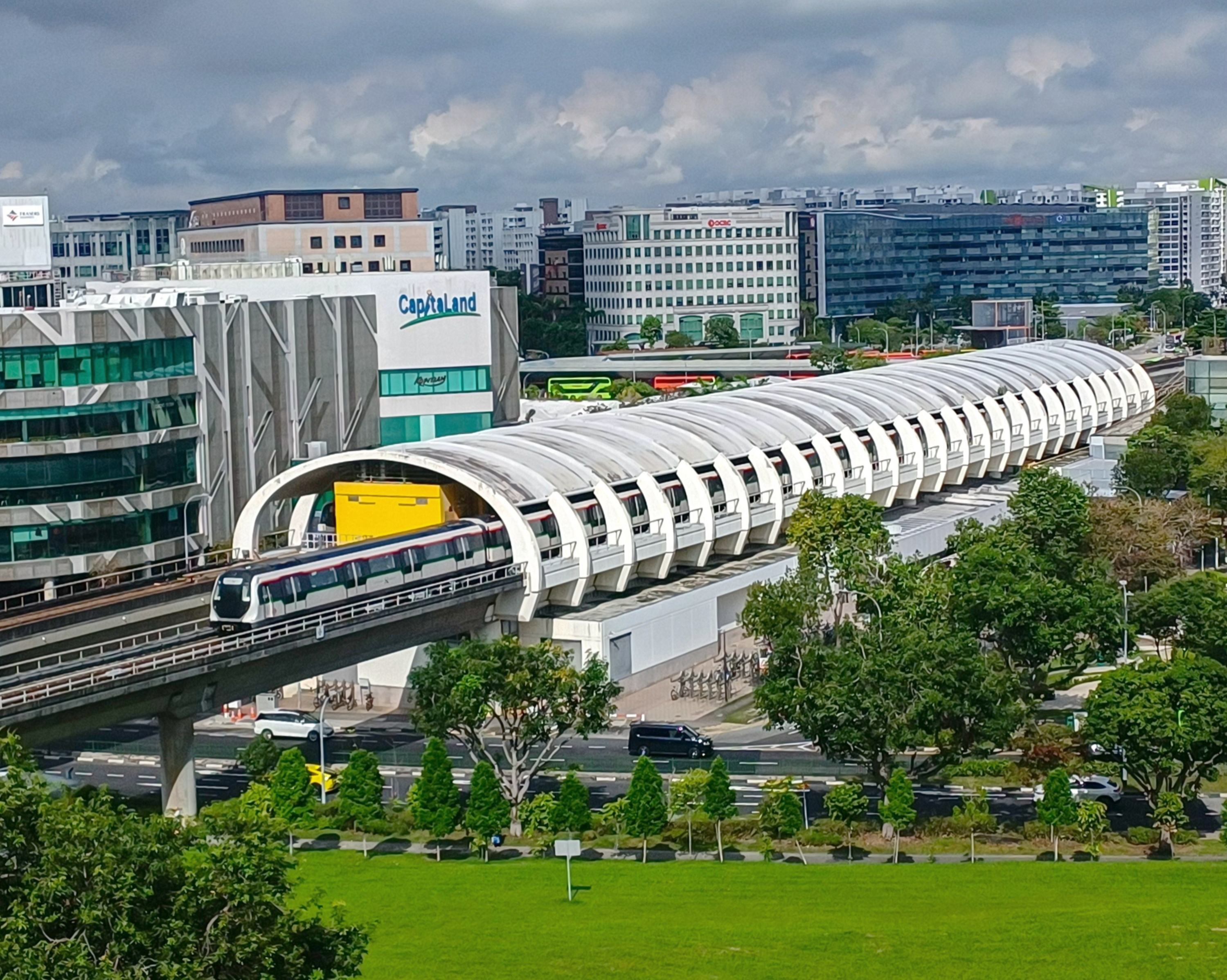

탬피니스역(Tampines MRT station)은 싱가포르 탬피니스(Tampines)에 있는 이스트웨스트(EWL) 및 다운타운(DTL) 노선에 있는 MRT(Mass Rapid Transit) 환승역이다. 탬피니스 애비뉴 4, 탬피니스 센트럴 4 및 탬피니스 센트럴 5 옆 탬피니스 타운 센터 중심부에 위치한 이 호텔은 탬피니스 및 탬피니스 콘코스(Tampines Concourse) 버스 정류장과 매우 가깝다. 이 역은 또한 탬피니스 몰, 탬피니스 원 및 센추리 스퀘어의 주변 소매 개발 지역에도 서비스를 제공한다.
EWL 역은 1989년 12월 16일 이 역을 경유하여 파시르리스역까지 MRT 동부선 연장의 일부로 개통되었다. 2010년 8월 20일, 2017년까지 DTL과 역이 교체될 것이라고 발표되었다. 기존 EWL 역과 직접 연결되지 않은 DTL 역은 2017년 10월 21일에 완공되었다. EWL 역 외관은 특징적인 돔을 가지고 있다. 다른 고가 EWL 역에서도 볼 수 있는 모양의 분할 지붕이 있으며, DTL 역에는 MRT 네트워크의 아트 인 트랜싯 프로그램의 일환으로 스튜디오 주주(Studio Juju)의 예술 작품인 더 빅 라운드 앤드 더 톨 롱(The Big Round & The Tall Long)이 있다.